# Volker Kessler
Volker Kessler (* 1962 in Gummersbach) ist ein deutscher Theologe evangelikaler Prägung mit Habilitation und Professor extraordinarius an der Universität von Südafrika. Er ist ferner Leiter der Akademie für christliche Führungskräfte, Dekan der Gesellschaft für Bildung und Forschung in Europa und Autor diverser Fach- und Sachbücher.

## Leben
Kessler hat 1989 mit seiner Arbeit über Verschränkte Produktordnungen und nichtkommutative Arithmetik an der Universität zu Köln promoviert, wo er einen mathematisch-naturwissenschaftlichen Doktorgrad erlangte. An der Columbia International University (USA) studierte er Evangelische Theologie, wo er 1998 den Master of Arts erlangte. 2004 promovierte er an der Universität von Südafrika (UniSA) mit seiner Dissertation in Praktischer Theologie über Ein Dialog zwischen Managementlehre und Alttestamentlicher Theologie: McGregors Theorien X und Y zur Führung im Lichte Alttestamentlicher Anthropologie.
Von 1991 bis 2002 arbeitete er bei Siemens in München in Forschungsprojekten zur Kommunikationssicherheit und hielt Seminare zu diesem Thema. Zwischen 1992 und 1995 nahm er Lehraufträge im Fachbereich Informatik an der Ludwig-Maximilians-Universität München und an der Universität Rostock wahr. 1996 war er Gastwissenschaftler am Isaac Newton Institute und an der University of Cambridge.
Kessler ist seit 1998 der Leiter der Akademie für christliche Führungskräfte (AcF) und seit 2002 Studienleiter der Gesellschaft für Bildung und Forschung in Europa in Oerlinghausen. Seit 1999 hält er Seminare zu werteorientierter Führung in Europa, Asien, Afrika und Lateinamerika und ist seit 1. Juni 2012 Außerordentlicher Professor am Department Philosophie, Praktische und Systematische Theologie der Universität von Südafrika (UniSA). An der CIU Korntal ist er Dozent für Management und Organisationsentwicklung.
2022 hielt Kessler seine Habilitationrede an der Evangélikus Hittudományi Egyetem in Ungarn.

## Privates
Volker Kessler ist seit 1983 verheiratet mit der Theologin und psychologischen Beraterin Martina Kessler. Das Paar hat vier Kinder und lebt in Gummersbach.

## Veröffentlichungen (Auswahl)
- Sicherheitsmechanismen – Bausteine zur Entwicklung sicherer Systeme, mit Otfried Fries, Andreas Fritsch, Birgit Klein (Herausgeber), Oldenbourg-Verlag, 1993, ISBN 978-3-486-22599-0.
- Kryptologie und Datensicherheit, mit Walter Fumy, in: Handbuch der Informatik, 1999, 2. erw. Aufl. München: Carl Hanser, 217–238. (bzw. Peter Rechenberg und Gustav Pomberger (Hrsg.): Informatik-Handbuch 4. Aufl. 2006), ISBN 978-3-446-40185-3.
- Ist die Existenz Gottes beweisbar?: Neue Gottesbeweise im Licht der Mathematik, Informatik, Philosophie und Theologie, Brunnen-Verlag, 1999, ISBN 978-3-7655-9084-9.
- Die Machtfalle. Machtmenschen in der Gemeinde, mit Martina Kessler, Brunnen-Verlag, 2001, 4. Aufl. 2012, ISBN 978-3-7655-3835-3, (1. Taschenbuchausg.), auch ins Russische, Niederländische, Portugiesische[6] und Ungarische[7] übersetzt.
- Gottes große Angebote. Vom Noahbund zum Neuen Bund, R. Brockhaus, 2003, ISBN 978-3-417-20619-7, (2008 neu herausgeg. unter Der Bund.)
- Kritisieren ohne zu verletzen, Brunnen-Verlag, Gießen 2005, 6. Aufl. 2014, ISBN 978-3-7655-3845-2. auch ins Polnische und Koreanische[8] übersetzt.
- Der Befehl zum Faulenzen: Den Sabbat wiederentdecken. Francke, 2008, ISBN 978-3-86827-047-1.
- Volker Kessler (Hrsg.): Ich will Unternehmer sein, kein Unterlasser. Festschrift Karl Schock. Francke, 2009, ISBN 978-3-86827-054-9.
- Geld und Geist in Gemeinde und Gesellschaft, mit Rainer Ebeling und Elke Meier, Francke, 2010, ISBN 978-3-86827-165-2.
- Vier Führungsprinzipien der Bibel: Dienst, Macht, Verantwortung und Vergebung. Brunnen-Verlag, 2012, ISBN 978-3-7655-1193-6. auch ins Ungarische[9] übersetzt.
- Lust auf gutes Leben: 15 Tugenden neu entdeckt, mit Horst Afflerbach und Ralf Kaemper, Brunnen-Verlag, 2014, ISBN 978-3-7655-2028-0.
- Erziehung – Ein Abenteuer für die ganze Familie mit Martina Kessler und den vier gemeinsamen Kindern, Francke-Verlag, 2014, ISBN 978-3-86827-475-2.
- Christian Leadership in a Changing World: Perspectives from Africa and Europe  als Herausgeber mit Jack Barentsen und  Elke Meier, Peeters Publishers, 2016, ISBN 978-90-429-3405-4
- Increasing Diversity: Loss of Control or Adaptive Identity Construction? als Herausgeber mit Jack Barentsen und Steven C. Van den Heuvel, Peeters Publishers, 2017, ISBN 978-90-429-3563-1
- Stefan Jung, Volker Kessler, Louise Kretzschmar, Elke Meier (Hrsg.): Metaphors for Leading – Leading by Metaphors. V&R unipress, 2019, ISBN 978-3-8471-0915-0.
- Volker Kessler, Tobias Faix, Andreas Heiser, Elke Meier (Hrsg.): Mission – Die Welt versöhnen. Festschrift für Johannes Reimer. Lit, 2020, ISBN 978-3-643-14745-5.
- Richtig gut entscheiden. Brunnen-Verlag, 2020, ISBN 978-3-7655-2108-9.
- Der Befehl zum Faulenzen. Ein geniales Gebot zur Work-Life-Balance. Francke, Marburg an der Lahn, 2023, ISBN 978-3-96362-364-6.
- Volker Kessler, Marilyn Naidoo, Tanya van Wyk, Philipp Wenk (Hrsg.): Being Spiritual while Doing Research. Lit, 2024, ISBN 978-3-643-91695-2.